# 伍利奇

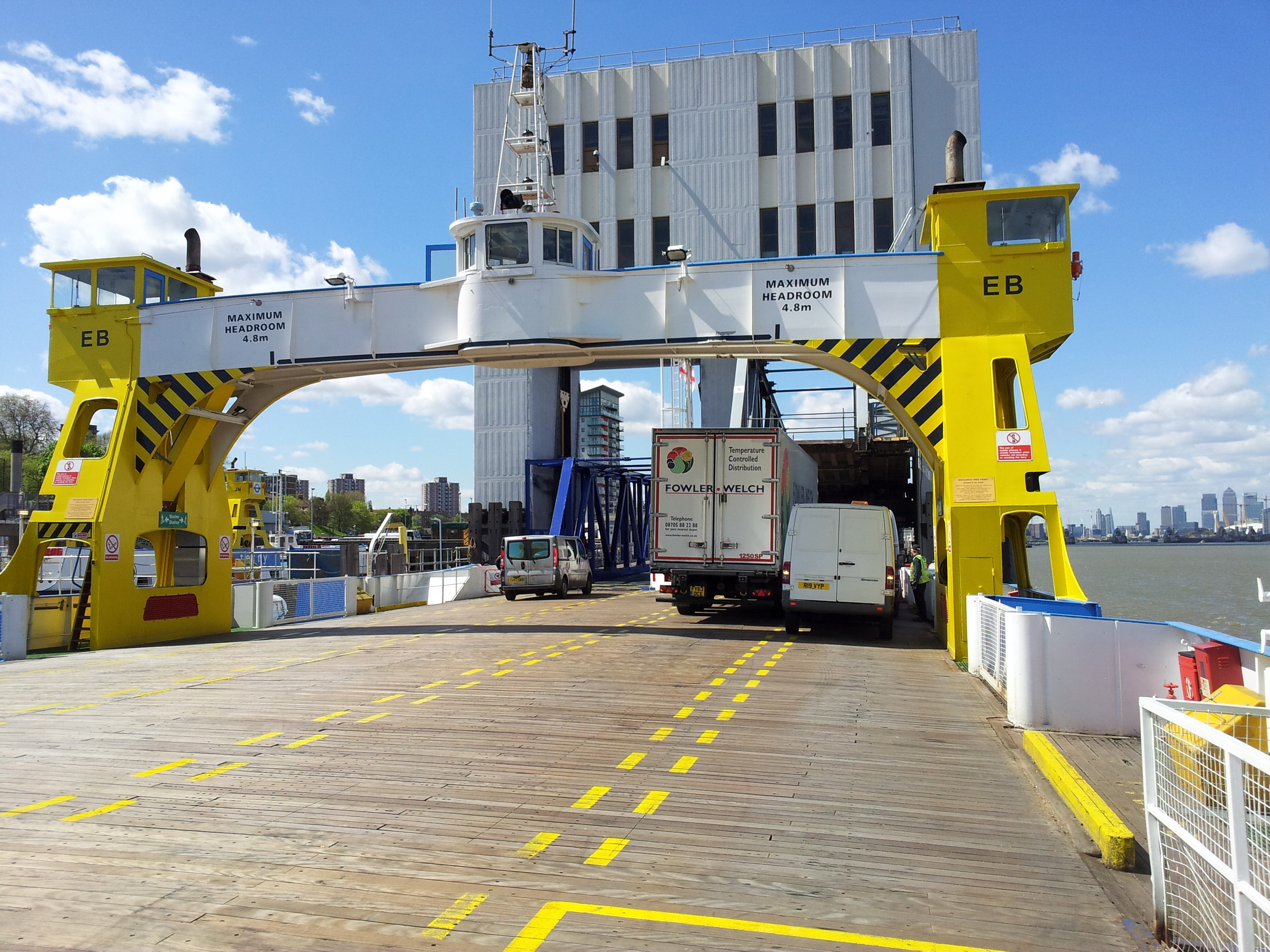
伍利奇渡船

伍利奇（/ˈwʊlɪtʃ, -ɪdʒ/）是英国伦敦东南部格林尼治区的一个郊区，位于泰晤士河右岸，有一处位于泰晤士河以北名为北伍利奇的外飞地（现在属于紐漢區）。1889年伦敦郡设立以前伍利奇属于肯特郡。
伍利奇是一个重要的渡河点，设有伍利奇渡船连接北伍利奇。